# Gördes
Pour la commune française, voir Gordes.
Gördes est une ville et un district de la province de Manisa dans la région Égéenne en Turquie.